# Eugen Schaub
Karl Eugen Schaub (* 25. November 1911 in Elberfeld; † 10. März 1980 in Berlin) war ein deutscher Schauspieler, Synchronsprecher und Theaterregisseur.

## Leben
Der gelernte Schauspieler Schaub verlagerte früh seinen künstlerischen Schwerpunkt auf die Regiearbeit. Von Beginn der 1950er Jahre an war er als Oberspielleiter der Schauspiels am Gerhart-Hauptmann-Theater in Görlitz engagiert, wo er unter anderem Inszenierungen von Gerhart Hauptmanns weißem Heiland, Friedrich Schillers Wallenstein, Calderóns Richter von Zalamea und Marcel Pagnols goldenem Anker vornahm. Im Herbst 1955 wechselte er als Schauspieldirektor an die Städtischen Bühnen Erfurt. Dort inszenierte Schaub 1956 Bert Brechts Kaukasischen Kreidekreis in enger Absprache mit dem Autor selbst, der unter anderem eine von Schaub vorgesehene Streichung der Ludowika-Szene ablehnte. Schaub führte den kaukasischen Kreidekreis wiederholt auf, so etwa als Gast 1971 am Elbe-Elster-Theater in Wittenberg. 1958 inszenierte er abermals Brecht in Erfurt: die DDR-Erstaufführung von Schweyk im Zweiten Weltkrieg. Die Hauptrolle spielte hierbei Walter Amtrup.
Als Schauspieler in Film und Fernsehen war Schaub indes ein seltener Gast. Hier konnte man ihn unter anderem als Kalifen in der Hebbel-Adaption Der Rubin, neben Fred Mahr und Gisela Büttner in Der Sohn des Cotopaxi sowie neben Klaus Bergatt in Rebell im Jägerrock sehen.
Als Synchronsprecher lieh Schaub unter anderem Vladímir Hlavaty in der Serie Die Frau hinter dem Ladentisch sowie Alec Guinness in Verzeihung, sind Sie der Mörder?, der DEFA-Fassung von Eine Leiche zum Dessert seine Stimme.

## Filmografie (Auswahl)
- 1959: Weimarer Pitaval: Der Fall Harry Domela (Fernsehreihe)
- 1969: Der Rubin
- 1962: Blaulicht: Das Gitter (TV-Serie)
- 1970: Der Sohn des Cotopaxi
- 1970: Rebell im Jägerrock

## Hörspiele
- 1963: Rolf Schneider: Der Ankläger – Regie: Fritz Göhler (Hörspiel – Rundfunk der DDR)
- 1963: Rolf Schneider: Die Unbewältigten – Regie: Edgar Kaufmann (Hörspiel – Rundfunk der DDR)
- 1965: Peter Weiss: Die Ermittlung – Regie: Wolfgang Schonendorf (Rundfunk der DDR)
- 1968: Michail Schatrow: Bolschewiki – Regie: Wolf-Dieter Panse (Rundfunk der DDR)
- 1969: Hans Siebe: Der Mitternachtslift (Direktor Hübner) – Regie: Fritz Göhler (Kriminalhörspiel – Rundfunk der DDR)
- 1971: Heinrich Mann: Die Vollendung des Königs Henri Quatre – Regie: Fritz Göhler (Hörspiel – Rundfunk der DDR)
- 1973: Francoise Xenakis: Auf der Insel wollte sie ihm sagen... – Regie: Fritz Göhler (Hörspiel – Rundfunk der DDR)
- 1975: Linda Teßmer: Der Fall Tina Bergemann (Dr. Feldmann) – Regie: Hannelore Solter (Rundfunk der DDR)
- 1976: Adolf Glaßbrenner: Antigone in Berlin (Schauspieler in der Antigone-Aufführung) – Regie: Werner Grunow (Hörspiel (Kunstkopf) – Rundfunk der DDR)